# Oskar Opstad Vike
Oskar Opstad Vike (* 7. Januar 2004) ist ein norwegischer Skilangläufer.

## Werdegang
Vike, der für den IL Runar startet, nahm bis 2024 an Juniorenrennen teil und kam bei den Junioren-Skiweltmeisterschaften 2024 in Planica auf den 71. Platz im 20-km-Massenstartrennen sowie auf den 22. Rang im Sprint. Im März 2024 startete er in Hommelvik erstmals im Scandinavian-Cup und errang dabei den 22. Platz im Sprint. Zu Beginn der Saison 2024/25 nahm er nach Platz vier im Sprint beim FIS-Rennen in Beitostølen erstmals in Ruka am Skilanglauf-Weltcup teil und holte dabei mit dem neunten Platz seine ersten Weltcuppunkte. Es folgte in Lillehammer der 20. Platz und in Les Rousses der achte Rang im Sprint.